# Botunja (Bośnia i Hercegowina)
Botunja – wieś w Bośni i Hercegowinie, w Federacji Bośni i Hercegowiny, w kantonie środkowobośniackim, w gminie Kreševo. W 2013 roku liczyła 109 mieszkańców, z czego większość stanowili Boszniacy.